# Biały Bóg
Biały Bóg (węg. Fehér isten) – węgiersko-niemiecko-szwedzki dramat filmowy z 2014 roku w reżyserii Kornéla Mundruczó. Film opowiada o walce psów, jako uciskanej mniejszości, przeciwko uważającym się za istoty wyższego rzędu ludziom, prowadzącej do końca świata. Zdjęcia plenerowe kręcono na ulicach Budapesztu.

## Fabuła
Film opowiada o relacji młodej dziewczyny z ojcem, pod którego opiekę zostaje oddana na czas nieobecności matki. Zabiera ze sobą psa imieniem Hagen, który staje się przyczyną szybko narastającego konfliktu, który doprowadzi do porzucenia zwierzęcia. Od tego momentu równolegle toczy się historia dwójki bohaterów, którzy na swój sposób mierzą się z problemami codziennego życia, odkrywaniem relacji społecznych oraz momentami kryzysu. 

## Obsada
- Zsófia Psotta – Lili
- Sándor Zsótér – Daniel
- Lili Horváth – Elza
- Szabolcs Thuróczy – staruszek
- Lili Monori – Bev
- László Gálffi – nauczyciel muzyki
- Ervin Nagy – rzeźnik
- Kornél Mundruczó – Afgańczyk
- Károly Ascher – Péter
- Gergely Bánki – hycel
- Tamás Polgár – hycel
- Erika Bodnár – sąsiadka
- Body, Luke – Hagen
- Bence Csepeli – Gyémánt
- János Derzsi – bezdomny
- Csaba Faix – reporter telewizyjny
- Edit Frajt – policjantka
- Alexandra Gallusz  – rowerzystka
- Zoltán Tamási – ochroniarz

## Nagrody i nominacje
- Na 67. MFF w Cannes film zdobył Nagrodę Główną w sekcji "Un Certain Regard".
- Na tym samym festiwalu bliźniaki Body i Luke, które w filmie grają Hagena, uzyskały nagrodę Palm Dog za najlepszy psi występ filmowy.
- W 2014 film został oficjalnym węgierskim kandydatem do Oscara w kategorii filmu nieanglojęzycznego. Ostatecznie jednak nie otrzymał nominacji.